# Gatunek gry komputerowej
Gatunek gry komputerowej – klasyfikacja gier komputerowych na podstawie interakcji rozgrywki. Gatunek gry komputerowej jest determinowany przez rodzaje wyzwań, które są oferowane przez grę.
Gra może być kombinacją kilku gatunków, przez co trudno ją sklasyfikować. Przykładem takiej gry jest jedna z części Grand Theft Auto łącząca elementy takie jak strzelanie i prowadzenie samochodu oraz elementy gry fabularnej, przez co trudno sklasyfikować ją, używając istniejących pojęć. Od gry komputerowej Rogue pochodzi nazwa podgatunku gier fabularnych, roguelike.